# Autoroute A9 (Suisse)
Pour les articles homonymes, voir Autoroute A9.
L'autoroute A9 est une autoroute suisse traversant le quart ouest du pays, entre le Jura vaudois et Sierre, et constitue la majeure partie de la route nationale 9. En construction entre Sierre et Brigue, son tracé suit dans les grandes lignes celui de la route principale 9. En Valais elle est appelée autoroute du Rhône. L'A9 constitue un tronçon des routes européennes 23, 25, 27 et 62.
Le dernier tronçon, situé dans le Haut-Valais, est toujours en travaux près de 50 ans après le début de la construction.

## Histoire
L'A9 a été ouverte à la circulation le 10 novembre 1970 sur le tronçon Vevey-Rennaz, le 17 septembre 1971 pour la section Vevey-Chexbres, et le 30 octobre 1974 pour le tronçon Lausanne-Chexbres, qui relie ainsi Genève au Chablais avec l'autoroute A1 ouverte en 1964. Entre 1980 et 1991 pour Aigle-Sion et en 1996 pour Sion-Sierre. Le tronçon entre Sierre et Brigue est en construction, seuls deux segments sont en service. La fin des travaux était initialement prévue en 2016, finalement la mise en service intégrale a été repoussée à une date indéterminée.

### En Valais
Dès le 6 avril 1957, la société des ingénieurs et architectes du Valais propose d'entreprendre une étude générale d'une autoroute en Valais. Cette autoroute a été planifiée dès 1960, pour répondre aux besoins de mobilité toujours plus importants et absorber le trafic de marchandises transitant par le col du Simplon en direction de l'Italie. Le Nouvelliste du 4 juin 1965 prétend à l'époque que la liaison entre Genève, Saint-Maurice et Brigue se fera entièrement par autoroute dès 1980. En 1978, une pétition munie 32 000 signatures est déposée à Berne à la commission nationale des pétitions du conseil national, elle s'oppose à la construction de l'autoroute entre Martigny et Brigue. La pétition dénonçait principalement l'empiètement de l'autoroute sur 2 % des terres cultivables du Valais, le coût trop élevé et le faible potentiel de l'automobile[réf. incomplète]. Appelée initialement N9, elle fut renommée A9 pour répondre au critères d'appellation du réseau autoroutier européen.

#### Sierre - Brigue
Situé dans le Haut-Valais, le tronçon de Sierre – Brigue mesure 31,8 kilomètres, dont la moitié est prévue sous terre alors que la route nationale parallèle ne compte aucun tunnel. Une portion de 3 km entre Viège-Est et Brigue ouvre en 2002. Le 22 août 2016, le percement du tube nord du tunnel de Viège long de 2,6 km est achevé.
Le 25 novembre 2016, le tronçon de 7 km Loèche/La Souste Est – Gampel/Steg Ouest, qui comprend la tranchée couverte de Tourtemagne, est ouvert à la circulation. La construction de ce tronçon, financée à 96 % par la Confédération, a coûté 490 millions de francs, dont 230 millions pour la tranchée couverte de Tourtemagne.
En septembre 2019, l'ouverture complète du contournement de Viège est prévue pour 2024. L'ouverture de la tranchée couverte de Rarogne est prévue pour 2025. La traversée du bois de Finges, dont le percement du tunnel n'est toujours pas commencé en 2021, est prévue pour plus tard.
Les multiples changements d'itinéraires, de tunnels et les retards ont conduit à deviser le coûts du kilomètre à plus de 155 millions de francs, soit l'autoroute la plus chère du monde.

##### Non-exécution des compensations environnementales
En décembre 2016, WWF Suisse et Pro Natura annonçaient leur volonté de déposer plainte auprès du Conseil fédéral contre l'État du Valais, l'accusant de laxisme dans la réalisation des compensations écologiques liées au chantier autoroutier dans le Haut-Valais depuis un quart de siècle, de nombreuses mesures de compensation écologique n'ayant pas été exécutées, ou partiellement. Entre Sion et Sierre, une autoroute verte avait été prévue en 1991, la revitalisation d'une forêt dans la région de Sion décidée en 1990 n'a pas été exécutée et entre La Souste et Gampel, une décharge de 10 hectares qui devait être rendue à la nature ne l'a pas été. Selon la loi sur la protection de l'environnement, les mesures de compensation doivent être réalisées à l'avance, ou en même temps que le projet auquel elles sont liées. Sur les neuf mesures de compensation prévues, une seule a été concrétisée jusqu’ici, à savoir la revitalisation du canal du Russen,.

## Itinéraire

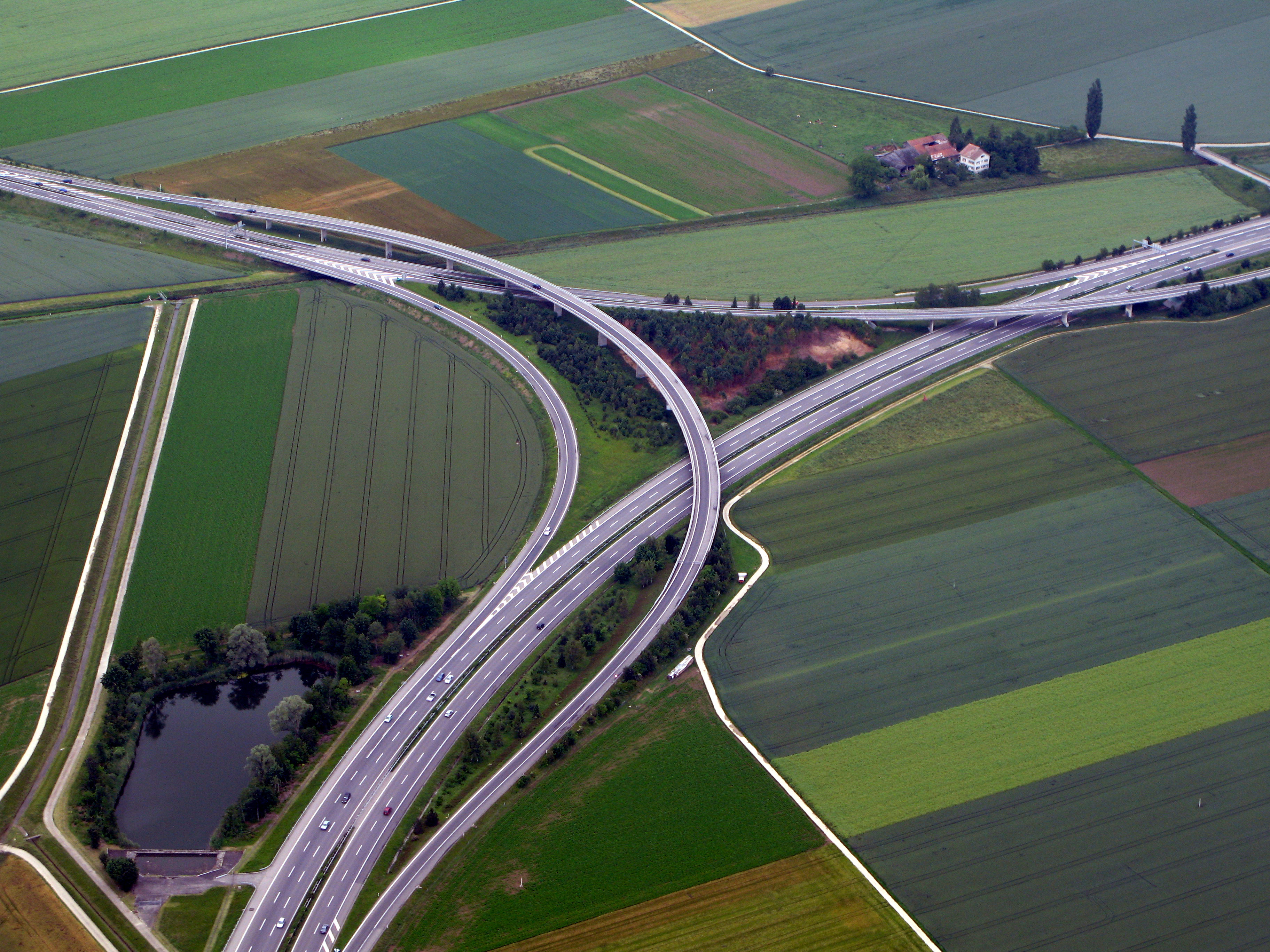
L'échangeur d'Essert-Pittet (4) avec l'A1.

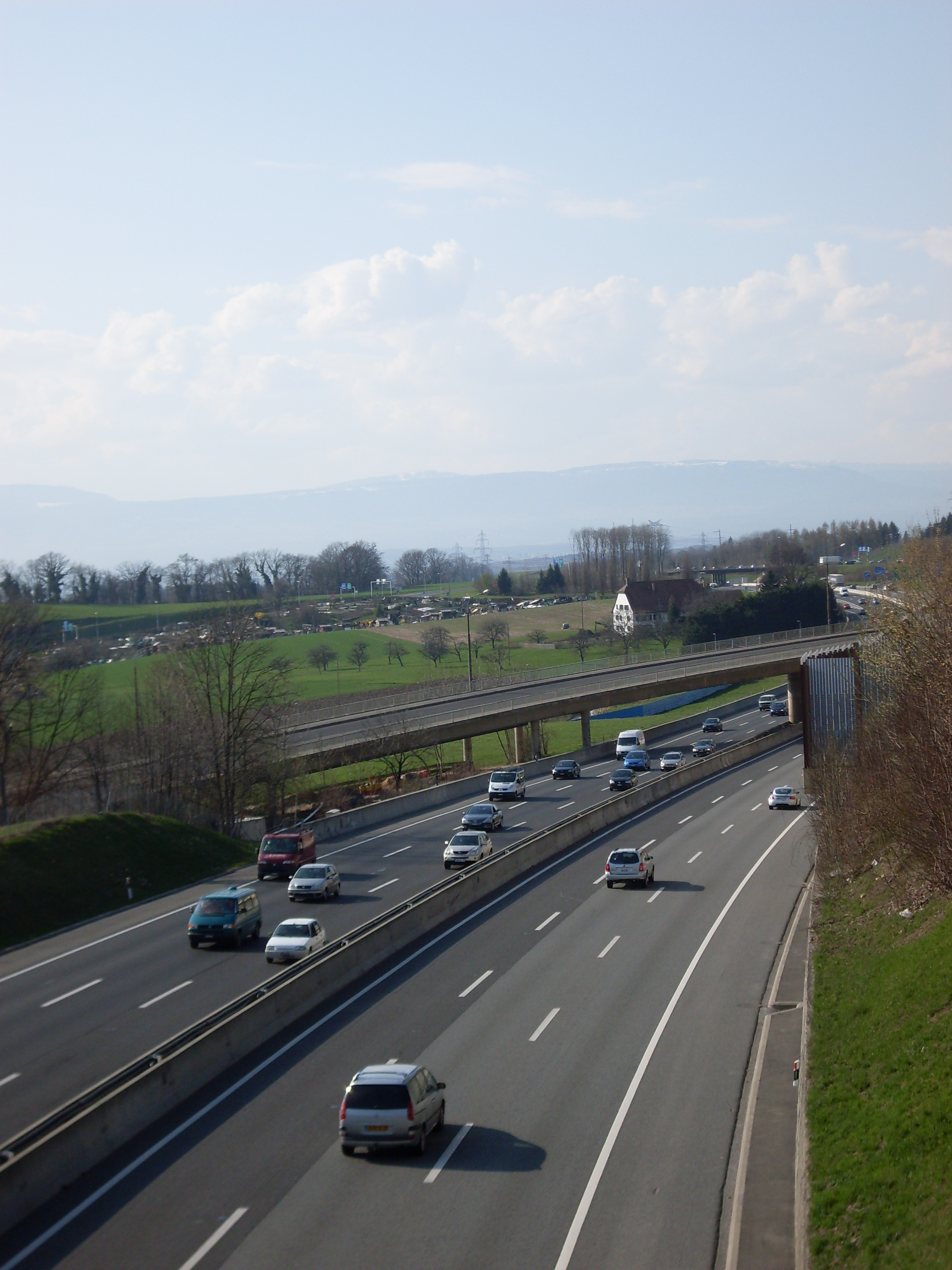
L'A9 entre Vennes (9) et la Blécherette (10) sur le contournement de Lausanne.

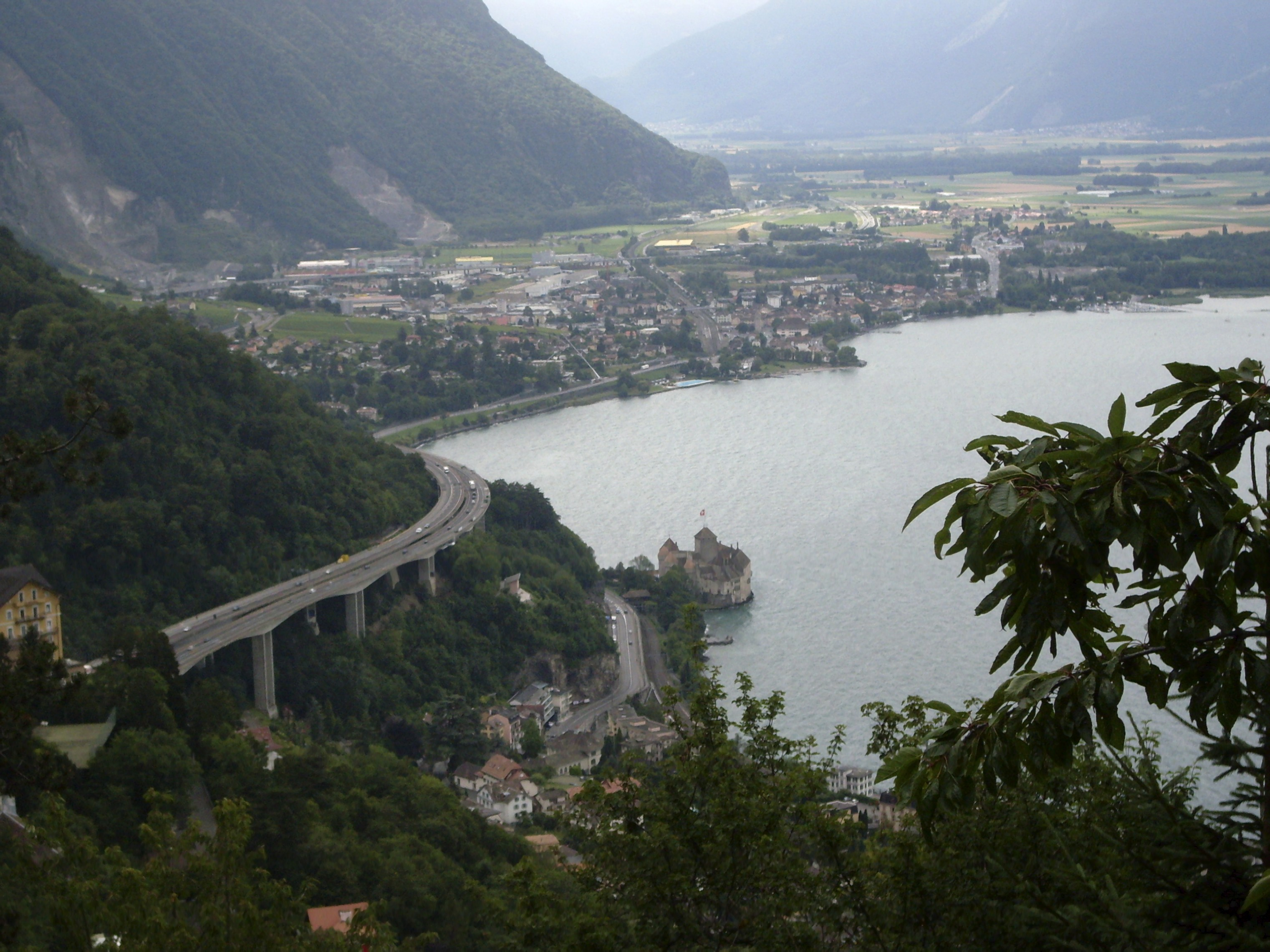
Vue sur le viaduc entre Montreux (15) et Villeneuve (16), le château de Chillon et l'entrée de la vallée du Rhône depuis Glion.

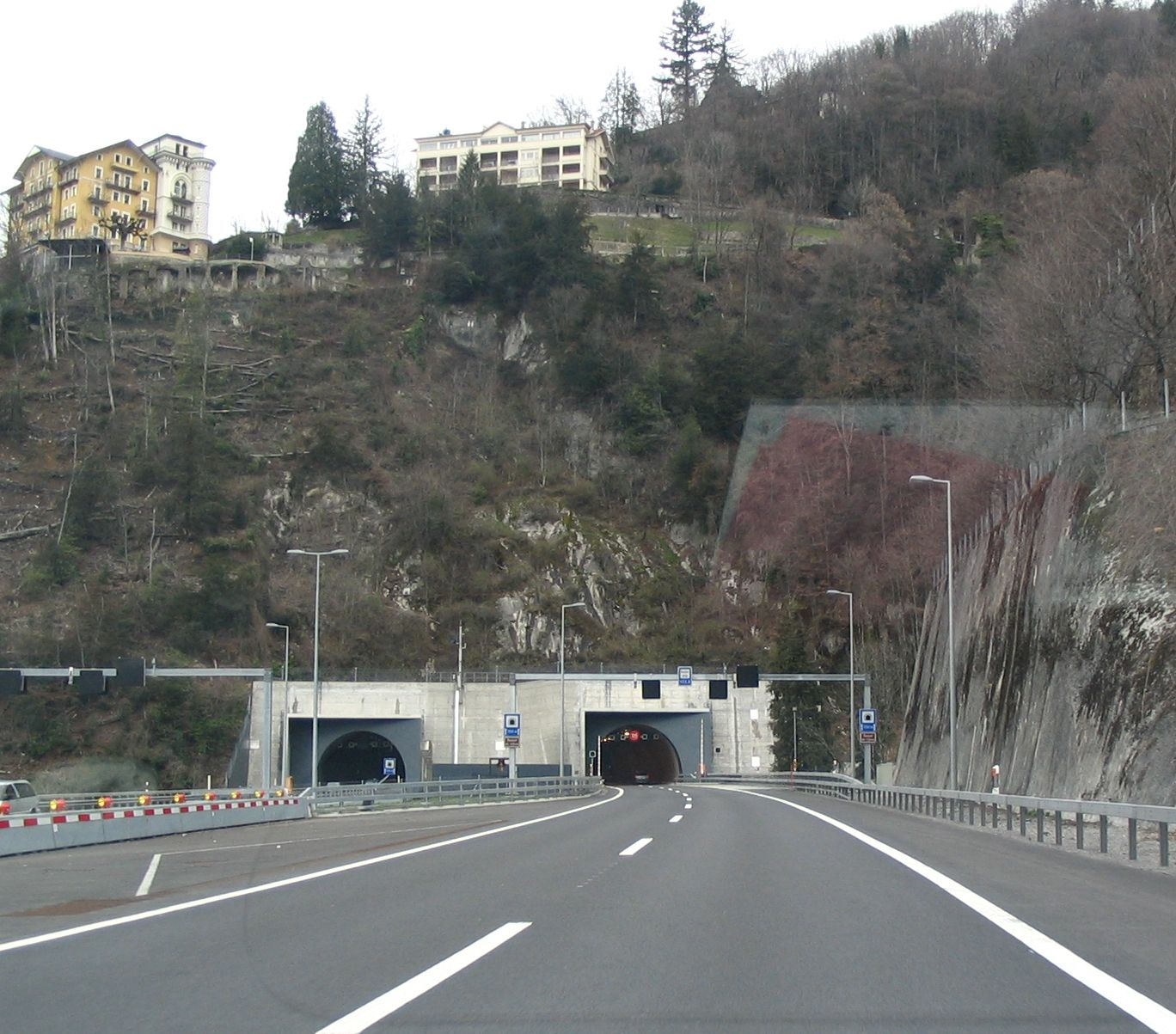
Vue du tunnel de Glion entre Villeneuve (16) et Montreux (15) depuis le viaduc de Chillon.

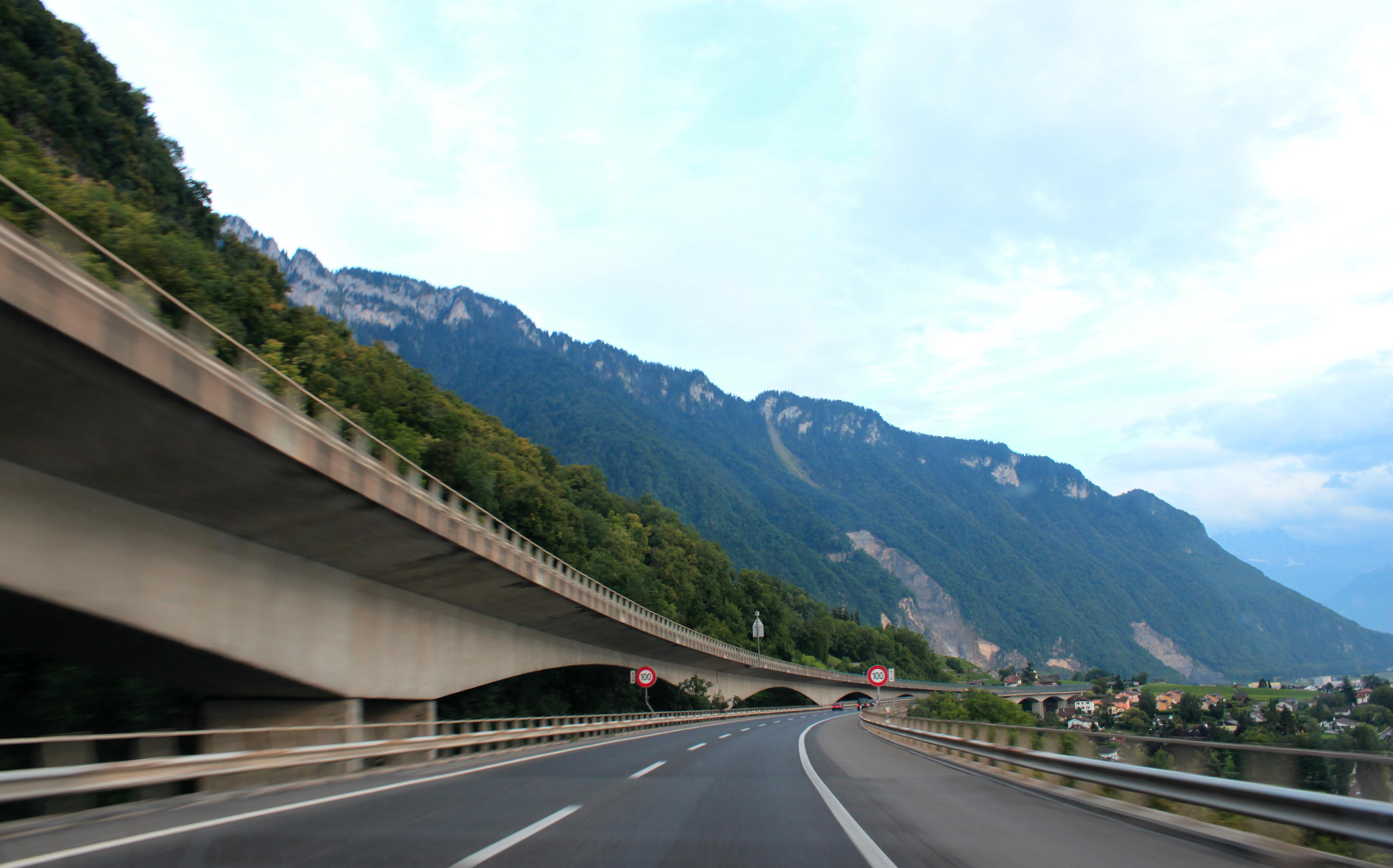
Sur le viaduc de Chillon entre Montreux (15) et Villeneuve (16).

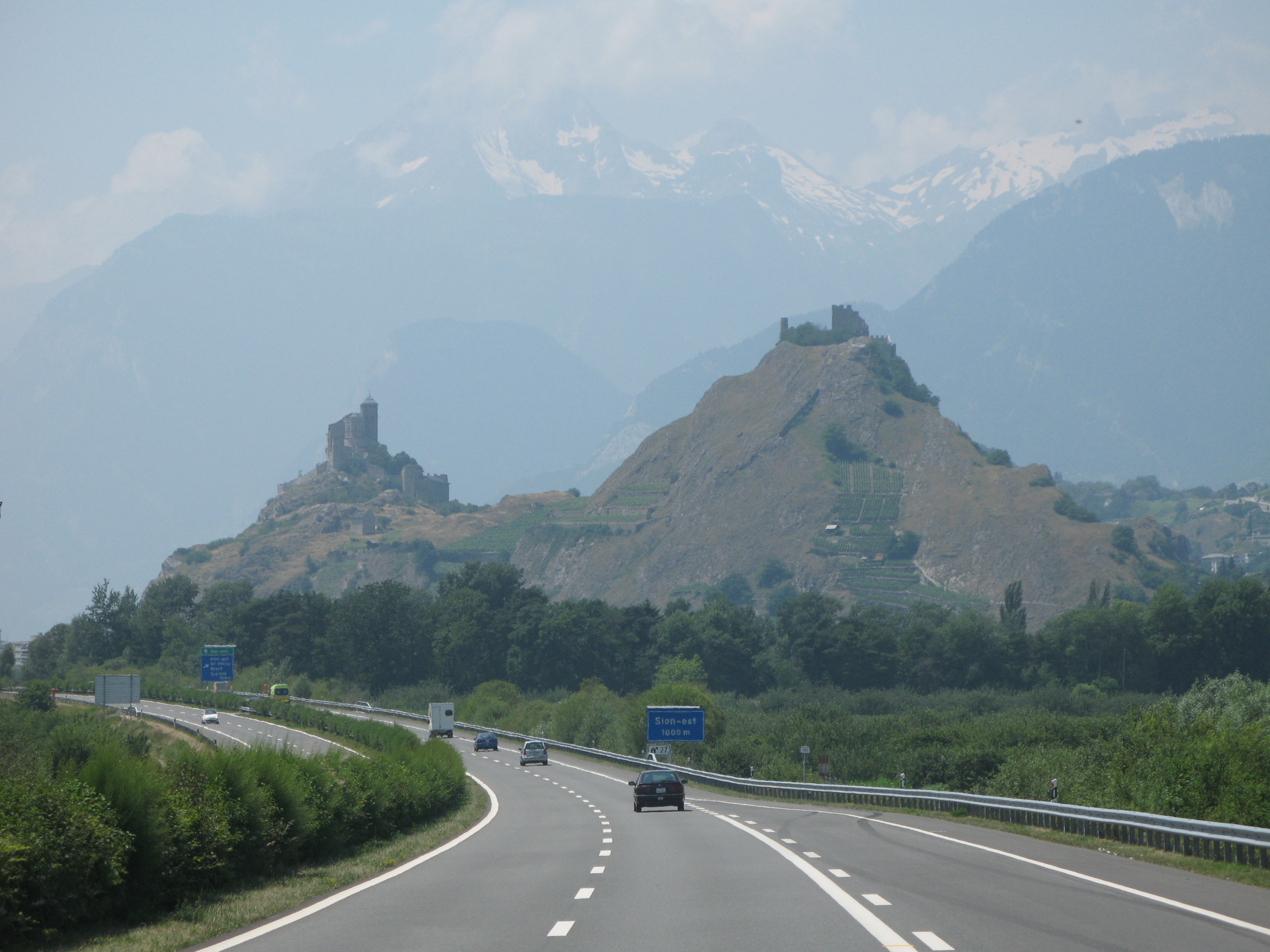
Vue du château de Tourbillon et de la basilique de Valère depuis l'A9 entre Sierre-Ouest (28) Sion-Est (27).

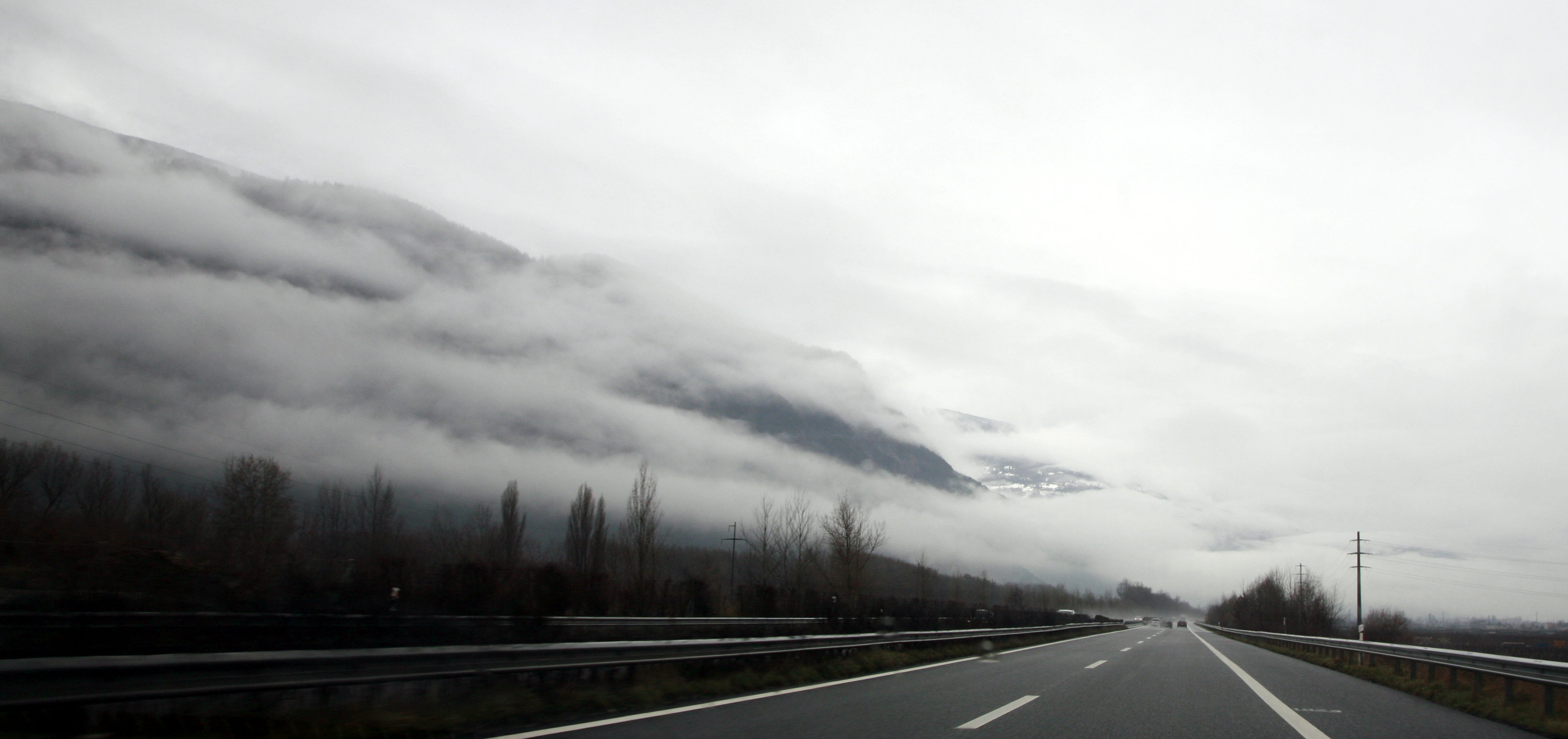
Vue de l'A9 entre Sierre-Ouest (28) et Sion-Est (27).

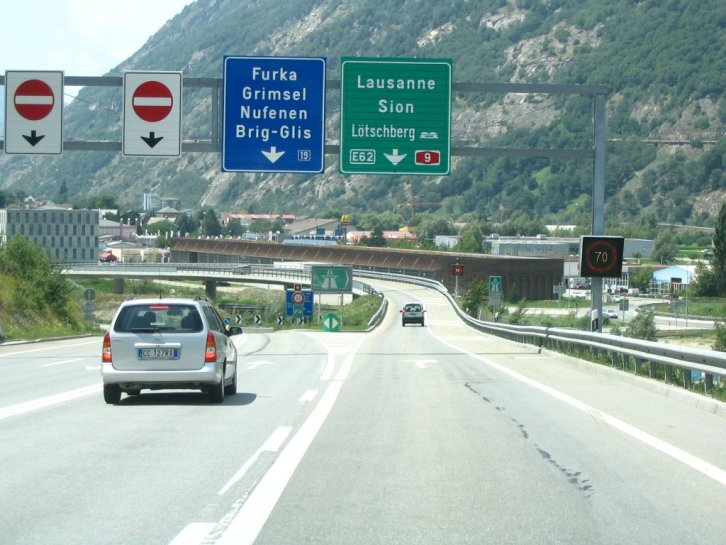
Arrivée à Brigue (sortie 34 Brig-Glis) depuis le col du Simplon par la H9.

L'A9 commence dans le Jura à quelques centaines de mètres de la frontière entre la France et la Suisse, entre Vallorbe et Ballaigues. C'est une semi-autoroute jusqu'à la hauteur d'Orbe, alors dans le Moyen-Pays. Depuis l'échangeur d'Essert-Pittet elle se confond avec l'autoroute A1 jusqu'à Lausanne. À partir de Lausanne, elle longe le lac Léman en passant sur les hauteurs de Lavaux et en traversant la Riviera vaudoise, au pied des Préalpes vaudoises. Puis l'A9 pénètre dans le Chablais et entame sa remontée de la vallée du Rhône. À Saint-Maurice l'autoroute franchit la limite cantonale sur le fleuve, qu'elle va suivre d'un côte ou de l'autre jusqu'à Sierre en passant par Martigny et Sion. Le tronçon entre Sierre et Brigue est en construction, seuls deux segments sont en service. À la hauteur de Brigue, L'A9 est poursuivie par la route du col du Simplon (Route principale 9).
Elle est connectée à l'autoroute A1, partie commune entre les échangeurs d'Essert-Pittet et Villars-Sainte-Croix (Lausanne), à l'autoroute A12 à l'échangeur de la Veyre (Vevey) et à l'autoroute A21 à l'échangeur Grand-Saint-Bernard (Martigny). Elle a une longueur de 150 km entre Ballaigues et Sierre-Est.
|                 | N° | km | Nom                           | Directions                                                                                              | Remarques |
| --------------- | -- | -- | ----------------------------- | --- | --------- |
| Poste de douane |    | 0  | Douane du Creux               | Vallorbe, Vallée de Joux, et N57 (France)                                                               |           |
| Sortie          | 1  |    | Ballaigues                    | Ballaigues, 132                                                                                         |           |
| Sortie          | 2  |    | Les Clées                     | Les Clées, 132, Lignerolle                                                                              |           |
| Sortie          | 3  |    | Orbe                          | Orbe, 130 133, Chavornay                                                                                |           |
| Échangeur       | 4  |    | Essert-Pittet                 | (Genève-Lausanne-Berne-Zurich-St. Margrethen) vers Berne                                                |           |
| Sortie          | 5  |    | - Chavornay                   | Chavornay,                                                                                              |           |
| Restoroute      |    |    | Restoroute de Bavois          | |           |
| Sortie          | 6  |    | - La Sarraz                   | La Sarraz, Échallens, 123                                                                               |           |
| Sortie          | 7  |    | - Cossonay                    | Cossonay, 124 Vallée de Joux, Cheseaux                                                                  |           |
| Échangeur       | 8  |    | Villars-Sainte-Croix          | (Genève-Lausanne-Berne-Zurich-St. Margrethen) vers Genève                                               |           |
| Sortie          | 9  |    | Lausanne-Blécherette          | Lausanne-Blécherette, Centre, Beaulieu, Malley, Échallens, Police, 139 et 139.1                         |           |
| Sortie          | 10 |    | Lausanne-Vennes               | Lausanne-Vennes, CHUV, Moudon                                                                           |           |
| Sortie          | 11 |    | Belmont                       | Belmont, Lutry (sortie dans le sens Lausanne-Vevey et entrée dans le sens Vevey-Lausanne)               |           |
| Échangeur       | 12 |    | La Croix                      | Bretelle de sortie vers Lutry, Belmont (dans le sens Vevey-Lausanne et entrée dans le sens Lutry-Vevey) |           |
| Restoroute      |    |    | Restoroute de Lavaux          | |           |
| Sortie          | 13 |    | Chexbres                      | Chexbres, Puidoux, Moudon, 140                                                                          |           |
| Échangeur       | 14 |    | La Veyre                      | (Vevey-Fribourg-Berne) vers Fribourg, Berne                                                             |           |
| Sortie          | 14 |    | Vevey                         | Vevey, ( )                                                                                              |           |
| Sortie          | 15 |    | Montreux Nord                 | Montreux Nord, ()                                                                                       |           |
| Aire de repos   |    |    | Aire de repos du Pertit       | |           |
| Sortie          | 16 |    | Villeneuve, Montreux          | Villeneuve, Montreux, Police                                                                            |           |
| Restoroute      |    |    | Restoroute du Chablais        | |           |
| Sortie          | 17 |    | Aigle                         | Aigle,                                                                                                  |           |
| Sortie          | 18 |    | Saint-Triphon                 | Saint-Triphon, 145 Monthey, Pas de Morgins                                                              |           |
| Sortie          | 19 |    | Bex                           | Bex, Monthey                                                                                            |           |
| Sortie          | 20 |    | Saint-Maurice                 | Saint-Maurice, Massongex, Lavey                                                                         |           |
| Aire de repos   |    |    | Aire de repos des Preyses     | |           |
| Restoroute      |    |    | Relais du Grand-Saint-Bernard | |           |
| Sortie          | 21 |    | Martigny-Fully                | Martigny-Fully, Salvan, VS 330                                                                          |           |
| Échangeur       | 22 |    | Grand-Saint-Bernard           | (), Martigny-Grand-Saint-Bernard vers le Grand-Saint-Bernard                                            |           |
| Aire de repos   |    |    | Aire de repos des Indivis     | |           |
| Sortie          | 23 |    | Saxon                         | Saxon, VS 503, Saillon, Fully                                                                           |           |
| Sortie          | 24 |    | Riddes                        | Riddes, Saillon, Chamoson, Leytron                                                                      |           |
| Aire de repos   |    |    | Aire de repos d'Ardon         | |           |
| Sortie          | 25 |    | Conthey                       | Conthey, VS 504, Ardon, Vétroz                                                                          |           |
| Aire de repos   |    |    | Aire de repos des Îles        | |           |
| Sortie          | 26 |    | Sion-Ouest                    | Sion-Ouest, VS 44, Nendaz, Savièse                                                                      |           |
| Sortie          | 27 |    | Sion-Est                      | Sion-Est, 206, Val d'Hérens, Ayent                                                                      |           |
| Aire de repos   |    |    | Aire de repos de la Biolaz    | |           |
| Sortie          | 28 |    | Sierre-Ouest                  | Sierre-Ouest,                                                                                           |           |
| Sortie          | 29 |    | Sierre-Est                    | Sierre-Est, Interruption de l'A9, , Val d'Anniviers                                                     |           |
| Sortie          | 30 |    | Leuk/Susten-Ost               | Leuk/Susten-Ost,                                                                                        |           |
| Aire de repos   |    |    | Aire de repos Martischeiju    | |           |
| Sortie          | 31 |    | Steg/Gampel-West              | Steg/Gampel-West,                                                                                       |           |
| Sortie          | 32 |    | Visp-West                     | Visp-West, En construction                                                                              |           |
| Sortie          | 32 |    | Visp-West                     | Visp-West, En construction, Zermatt, Sass Fee                                                           |           |
| Sortie          | 33 |    | Visp-Ost                      | Visp-Ost,                                                                                               |           |
| Sortie          | 34 |    | Brig-Gils                     | Brig-Gils, via , Nufenen, Grimsel, Furka                                                                |           |
| Sortie          | 35 |    | Brigue-Zentrum                | Brigue-Zentrum, (uniquement en direction de Sion)                                                       |           |
| Sortie          | 36 |    | Ried-Brig                     | Ried-Brig, Termen, Rosswald (téléphérique)                                                              |           |

 vers la frontière Suisse - Italie () via le Simplon

## Ouvrages d'art
- Pont de la Grande Combe
- Pont de la Praz
- Pont du Daillard
- Pont de Lignerolle

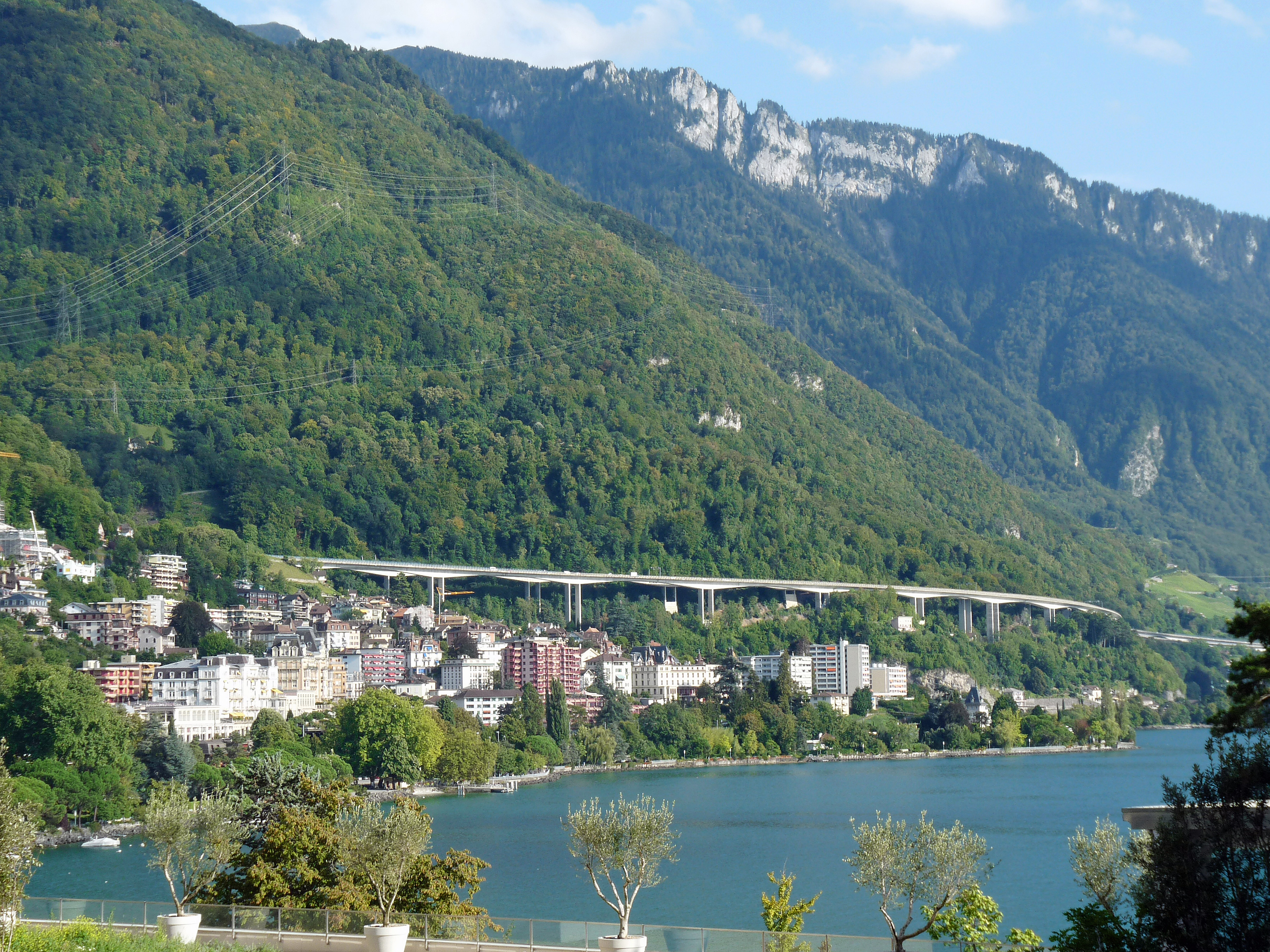
Le viaduc de Chillon vu depuis Montreux.

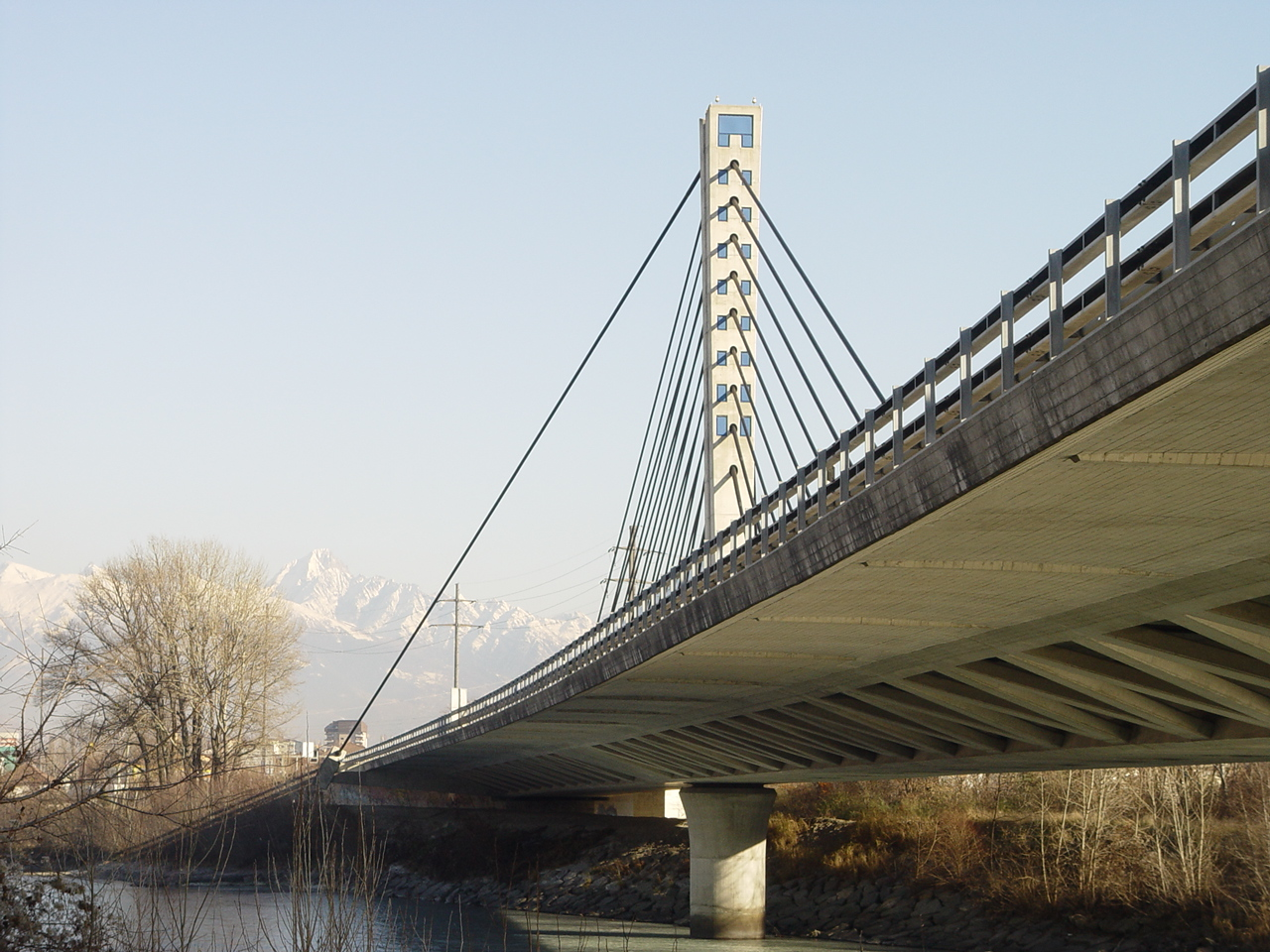
Pont de Chandoline sur le Rhône (285 m) à Sion.

- Viaducs de la plaine de l'Orbe (2 080 m)
- Échangeur d'Essert-Pittet
- Viaduc du Chêne
- Ponts du Talent
- Viaducs de Coudray
- Échangeur de Villars Ste-Croix
- Viaduc de la Chocolatière sur Le Flon (424 m)
- Pont La Chandelar
- Ponts La Paudèze (413 m)
- Tunnel de Belmont (296 m)
- Pont La Lutrive (395 m)
- Tunnel de Chauderon (196 m)
- Tunnel de Criblette (233 m)
- Pont La Bahyse (324 m)
- Pont
- Tunnel du Flonzaley (690 m)
- Pont
- Murs de soutènements
- Viaduc de la Veveyse (328 m)
- Tunnel de Glion (1 345 m)
- Viaduc de Chillon (2 150 m)
- Viaduc de Plaine du Rhône (1 162 m)
- Pont de la Grande Eau
- Pont de l'Avançon
- Tunnel de l'Arziller (410 m)
- Ponts de St-Maurice sur le Rhône (120 m)
- Galerie couverte de St-Maurice
- Viaduc Bois Homogène (362 m)
- Viaduc des Sablons sur le Trient (266 m)
- Pont sur la Dranse (120 m)
- Pont de Riddes sur le Rhône (253 m)
- Pont sur la Lizerne (300 m)
- Pont de Chandoline sur le Rhône (285 m)
- Galerie de Champsec (710 m)
- Pont sur la Borgne (130 m)
- Pont de l'Uvrier (170 m)
- Passage sous la Lienne (~ 50 m)
- Tunnel de Sierre
  - tranchée couverte Crête-Plane (180 m)
  - tranchée couverte Alusuisse (1 070 m)
  - tunnel Ancien-Sierre - Plantzette (580 m)
  - tranchée couverte de Géronde (250 m)
  - tunnel de Géronde (370 m)
- Viaduc d'Îles Falcon sur le Rhône (720 m)
- Tunnel Susten (projet)
- Tranchée couverte de Tourtemagne
- Tunnel du Riedberg (en construction)
- Tranchée couverte de Rarogne (en construction)
- Tunnel de Viège (en construction, ouverture en 2019)
- Staldbachbrücke (213 m/210 m) (en construction)
- Tunnel de Eyholz entre Staldbach (Viège) et Grosshüs (Eyholz) (4 310 m/4 279 m) (en construction, ouverture en 2018)
- Gamsenbrücke sur la Gamsa (80 m)
- Gamsentunnel (1 021 m/1 074 m)
- Gstipftunnel (215 m)
- Pont Naponleonsbrigga sur la Saltina (330 m)

## Accident
Le 13 mars 2012, un des plus importants accidents routiers survenus en Suisse s'y est produit. 28 personnes (dont 22 enfants) ont perdu la vie après qu'un autocar immatriculé en Belgique s'est accidenté dans le tunnel de Sierre au retour de leur classe de neige.